# IX Світовий Конґрес Українців
IX Світовий Конґрес Українців відбувся 20-22 серпня 2008 у Києві в Українському домі.
У Конгресі взяло участь 209 делегатів із 23 країн світу, крім них на конґресі були присутні почесні гості з України — Президент України Віктор Ющенко, Прем'єр-міністр Юлія Тимошенко, святійший Патріарх УПЦ КП Філарет, віце-прем'єр-міністр Іван Васюник, міністр закордонних справ Володимир Огризко, міністр культури і туризму Василь Вовкун, міністр у справах сім'ї, молоді і спорту Юрій Павленко, заступник міністра закордонних справ з питань закордонного українства Василь Боєчко, голова Служби безпеки України Валентин Наливайченко, представники українських церков різних конфесій, державних інституцій і громадських організацій та багато гостей з різних держав світу.
Під час триденної зустрічі представники світового українства прозвітували про виконану протягом 2003—2008 рр. працю, накреслили план роботи на наступний термін та обрали нове керівництво СКУ.
20 серпня пройшло засідання ради директорів, на якій до складу СКУ було прийнято п'ять нових організацій з Латвії, Узбекистану, Республіки Хорватія, США та Канади, відбулися сесії і комісій СКУ (Світової ради суспільної служби, Світової координаційної виховно-освітньої ради, Комісії людських і громадянських прав, Української світової кооперативної ради, Ради засобів масової інформації та Комісії боротьби проти торгівлі людьми), прес-конференція з членами екзекутивного комітету та Перша пленарна сесія.
Першу пленарну сесію IX Конґресу СКУ привітав канадський танцювальний колектив «Барвінок» вокально-хореографічною композицією «Щоб не зів'яли ніжні квіти, щоб не вмирали наші діти», а затим у виконанні хору Видубицького монастиря прозвучала молитва «Боже великий, єдиний» в пам'ять про жертви українського Голодомору 1932—1933 рр. Урочисте зібрання відкрила голова організаційного комітету Марія Шкамбара, яка запросила до молитви святійшого Патріарха УПЦ КП Філарета та представників українських церков різних конфесій. Затим виступили Президент СКУ Аскольд Лозинський, Президент України Віктор Ющенко, Прем'єр-міністр Юлія Тимошенко, директор Українського інституту національної пам'яті Ігор Юхновський, голова Української всесвітньої координаційної ради Дмитро Павличко, голова Світової федерації українських жіночих організацій Марія Шкамбара та було зачитано письмові вітання Голови Верховної Ради Арсенія Яценюка, міністра внутрішніх справ Юрія Луценка, міністра освіти і науки Івана Вакарчука та голови Народного руху України Бориса Тарасюка.
На завершення сесії відбулося нагородження найвищою нагородою СКУ, медаллю святого Володимира Великого, таких провідних діячів української діаспори, як: Аскольд Лозинський (США), Іван Буртик (США), Марія Шкамбара (Канада), Божена Іванусів (Канада), Осип Гавалешка (Канада), Надія Луців (Канада), Олег Романишин (Канада), Ярослав Соколик (Канада), Орися Сушко (Канада), Іван Яремко (Канада), Віктор Чернишук (Литва), Наталія Драгоманова (Угорщина), Ярослава Хортяні (Угорщина), Юрій Кравченко (Угорщина), Володимир Мельник (Іспанія), Михайло Петруняк (Іспанія), Іван Пазун (Португалія), Ірена Петрульонєнє (Литва), Наталія Шертвітєнє (Литва), Роман Варивода (Португалія), Віра Жушман (Російська Федерація), Марія Митрович (Франція). Медаллю святого Володимира Великого було нагороджено і неукраїнців — Луїша Мігеля де Матуш Рубейру (Португалія) за визначну працю у поширенні інформації про український Голодомор 1932-33 рр. у Португалії та Пауля Гаккенеса (Нідерланди) за популяризацію української музики й пісні в світі, а Візантійський хор (Нідерланди), що виконує українські духовні, класичні та народні твори, відзначено почесною грамотою СКУ.
На Другій пленарній сесії СКУ, 21 серпня, було заслухано та обговорено звіти екзекутивного комітету та голів рад і комісій СКУ, після чого пройшла ділова дискусія. Одним з важливих моментів другого дня роботи конґресу стала сесія «75-ліття Голодомору 1932—1933 рр. в Україні», на якій було підсумовано співпрацю Міжнародного Координаційного Комітету Голодомору СКУ й України та накреслено плани діяльності на майбутнє. По закінченню сесії відбувся численний жалібний похід, присвячений 75-ій річниці українського Голодомору. Він розпочався від Українського Дому та пройшов по Хрещатику і вул. Михайлівській до пам'ятного знака Голодомору, де святійший Патріарх УПЦ КП Філарет у супроводі владик Української православної церкви КП і Української греко-католицької церкви відправив панахиду в пам'ять про жертви українського народу.
Під час Третьої пленарної сесії, 22 серпня, пройшли засідання конґресових комісій та було заслухано інформацію про діяльність організацій — членів СКУ. У другій половині цього ж дня, на Четвертій, заключній пленарній сесії, прозвучали звіти контрольної, верифікаційної, статутної, фінансової та номінаційної комісій та було обрано такий склад керівних органів СКУ:
- президент — Євген Чолій (Канада)
- перший заступник президента — Ярослава Хортяні (Угорщина)
- другий заступник президента — Марія Шкамбара (Канада)
- генеральний секретар — Стефан Романів (Австралія)
- фінансовий референт — Тамара Денисенко (США)
- скарбник — Богдан Пагута (Канада).

На завершення триденного зібрання новообраний президент Євген Чолій підсумував працю IX Конґресу, відзначив багатогранну десятирічну діяльність Аскольда Лозинського та подякував усім членам попереднього екзекутивного комітету. Він наголосив на започаткуванні нового етапу партнерства між українськими громадами світу і Україною й діаспорою та закликав всіх до активної співпраці для загального добра. Увечері 22 серпня 2008 року відбулась прес-конференція з новообраним екзекутивним комітетом.